# Fichtzig
Fichtzig ist eine Ortslage, die heute zum vogtländischen Auerbach gehört. 
Der Ort liegt südöstlich von Rempesgrün und damit Auerbach und nordwestlich von Hohengrün und Beerheide. Westlich des Ortes fließt der Goldbach. Der Name Fichtzig lebt heute in den Straßennamen Fichtzig und Fichtziger Weg. Bereits 1880 war Fichtzig als Ortsteil Rempesgrüns mit dem Hauptort verbunden, sodass die Einwohnerzahl nicht mehr gesondert aufgeführt wurde. 1910 wurde der Ort mit Rempesgrün nach Auerbach eingemeindet.

## Belege
1. ↑  Saxony (Kingdom) Statistisches Landesamt: Alphabetisches Verzeichniss der im Königreiche Sachsen belegenen Stadt- und Landgemeinden: mit den zubehörigen, besonders benannten Wohnplätzen ... : nebst alphabetischem Register. C. Heinrich, 1884 (google.de [abgerufen am 15. Februar 2023]).
2. ↑  'Alphabetisches Taschenbuch sämmtlicher im Königreiche Sachsen belegenen Ortschaften und der besonders benannten Wohnplätze : mit Angabe der politischen Gemeinden, der Amtsgerichte, der Landgerichte, der Kreishauptmannschaften, der Amtshauptmannschaften und der Gendarmerie-Bezirke, der Gebäude- und Einwohnerzahlen am 1. Dezember 1875, sowie der Postbestellanstalten' - Digitalisat | MDZ. Abgerufen am 15. Februar 2023.